# Stejar (bere)

Logo-ul oficial mărcii

Stejar este o marcă de bere (variantă strong, având o concentrație de 7% alcool) din România, produsă de compania Ursus Breweries (parte a grupului SABMiller), lansată pe piață la data de 15 decembrie 2005.
Din anul 2007 este sponsorul oficial al echipei naționale de rugby a României.